# Glock 23
Glock 23 — выпускаемый с 1990 года самозарядный пистолет фирмы Glock под патрон .40 S&W. Является «компактной» версией Glock 22, аналогично Glock 19 — компактной версии Glock 17, отличающейся от него весом и некоторыми деталями. Ёмкость магазина — 13 патронов. Также возможно применение 15-зарядных магазинов от Glock 22. Другими моделями Glock под патрон .40 S&W, помимо упомянутого Glock 22, являются «субкомпактный» Glock 27, спортивный Glock 35 и близкий к нему длинноствольный Glock 24.

## Конструкция
Glock 23 имеет конструкцию одинаковую с другими пистолетами фирмы Глок (за исключением пистолетов Glock 25 и Glock 28 использующих другой принцип работы автоматики — принцип свободного затвора). Автоматика пистолета работает по принципу использования отдачи при коротком ходе ствола, отпирание затвора происходит при перекосе ствола в вертикальной плоскости вследствие взаимодействия фигурного паза в приливе казённой части ствола с корпусом пистолета. Запирание производится за счёт вхождения прямоугольной казённой части ствола в окно для выброса гильз. Ударно-спусковой механизм ударниковый, с частичным взведением, и довзведением при каждом выстреле. Имеются три автоматических предохранителя: предохранитель на спусковом крючке блокирует движение крючка назад, освобождая его только при нажатии непосредственно на сам спусковой крючок; один предохранитель ударника делает невозможным выстрел при срыве ударника, второй блокирует ударник до тех пор пока не будет выжат спусковой крючок, ручных предохранителей пистолет не имеет. Рамка пистолета сделана из полимерного материала.

## Варианты
Glock 23 Gen4 — пистолет четвёртого производственного поколения, содержит следующие отличия:
- Рукоять стандартно имеет исполнение RTF, но по сравнению с RTF2 пистолетов третьего поколения, между точками находятся бо́льшие промежутки — 25 точек на см², вместо 64 у RTF, а сами точки крупнее[6].
- Задняя часть рукояти выполнена в виде отдельной сменной детали под названием «задняя пластина» (back strap). Стандартно устанавливается деталь минимального размера SF (short frame). В комплекте с пистолетом идут две дополнительные детали M (medium) и L (large), которые можно установить вместо стандартной. Деталь М увеличивает дистанция до спускового крючка на 2 мм, L — на 4 мм. Таким образом, они позволяют улучшить эргономику рукояти стрелкам с более длинными пальцами. Для смены детали требуется удалить крепёжный штифт, для чего в комплекте предусмотрен специальный инструмент[6].
- Кнопка защёлки магазина стала крупнее и удобнее. Также появилась возможность переставлять её на правую сторону (удобнее стрелкам левшам). В связи с этим на магазинах пистолетов четвёртого поколения появилось второе окошко под зуб защёлки, с правой стороны. Магазины пистолетов предыдущих поколений можно использовать в пистолетах четвёртого поколения, но только в том случае если кнопка установлена слева[6].
- Вместо одной возвратной пружины, на пистолетах четвёртого поколения стали устанавливать две пружины разного диаметра (на одном направляющем стержне). В этом случае возникающая при отдаче нагрузка распределяется более равномерно, живучесть каждой отдельной пружины повышается, снижается ощущаемая стрелком отдача[6].
- В отличие от предыдущих поколений, четвёртое имеет на затворе соответствующую маркировку — Glock 23 Gen4.